# Zsarnócakohó
Zsarnócakohó vagy Zsarnóckohó (szlovákul Žarnovická Huta) Zsarnóca városrésze, egykor önálló község Szlovákiában. A Besztercebányai kerület Zsarnócai járásában.

## Fekvése
Selmecbányától 17 km-re északnyugatra, Zsarnóca központjától 3 km-re északnyugatra, a Garam jobb partján fekszik.

## Története
A település Felsőhámor határában keletkezett. A 17. és 18. században aranyat és ezüstöt olvasztottak kohóiban. Első írásos említése 1828-ból származik "Zsarnóczakohó" néven. Ekkor 48 házában 360 lakos élt. A 19. század közepén vált önálló községgé.
Bars vármegye monográfiája szerint „Zsarnóczakohó, tót kisközség, Zsarnócza közelében, 314 róm. kath. vallású lakossal. A község azelőtt, mint telep, „Zsarnóczai Olvasztóház” elnevezéssel, Felső-Hámorhoz tartozott. Régente ezüstolvasztója volt, mely azonban a mult század második felében megszűnt. Temploma nincsen. Postája, távirója és vasúti állomása: Zsarnócza.”
A trianoni békeszerződésig Bars vármegye Garamszentkereszti járásához tartozott. 1950-ben csatolták Zsarnócához.

## Népessége
1910-ben 1998, többségben szlovák lakosa volt, jelentős magyar kisebbséggel.

## Külső hivatkozások
- Zsarnóca város hivatalos honlapja
- E-obce.sk Archiválva 2009. március 29-i dátummal a Wayback Machine-ben
- Községinfó
- Zsarnócakohó Szlovákia térképén